# Valborg Lindahl
Valborg Lindahl foi uma patinadora artística sueca, que competiu nas duplas e no individual feminino. Com seu parceiro Nils Rosenius, ela conquistou uma medalha de prata no Campeonato Mundial de 1909. Lindahl foi campeã do campeonato nacional sueco no individual feminino.

## Principais resultados

### Individual feminino
| Campeonato Sueco | Medalha de ouro |  |  |  |  |  |  |  |  |  |  |  |  |  |
|                  |                 |  |  |  |  |  |  |  |  |  |  |  |  |  |

### Duplas com Nils Rosenius
| Campeonato Mundial | Medalha de prata |  |  |  |  |  |  |  |  |  |  |  |  |  |
|                    |                  |  |  |  |  |  |  |  |  |  |  |  |  |  |